# White Cairn

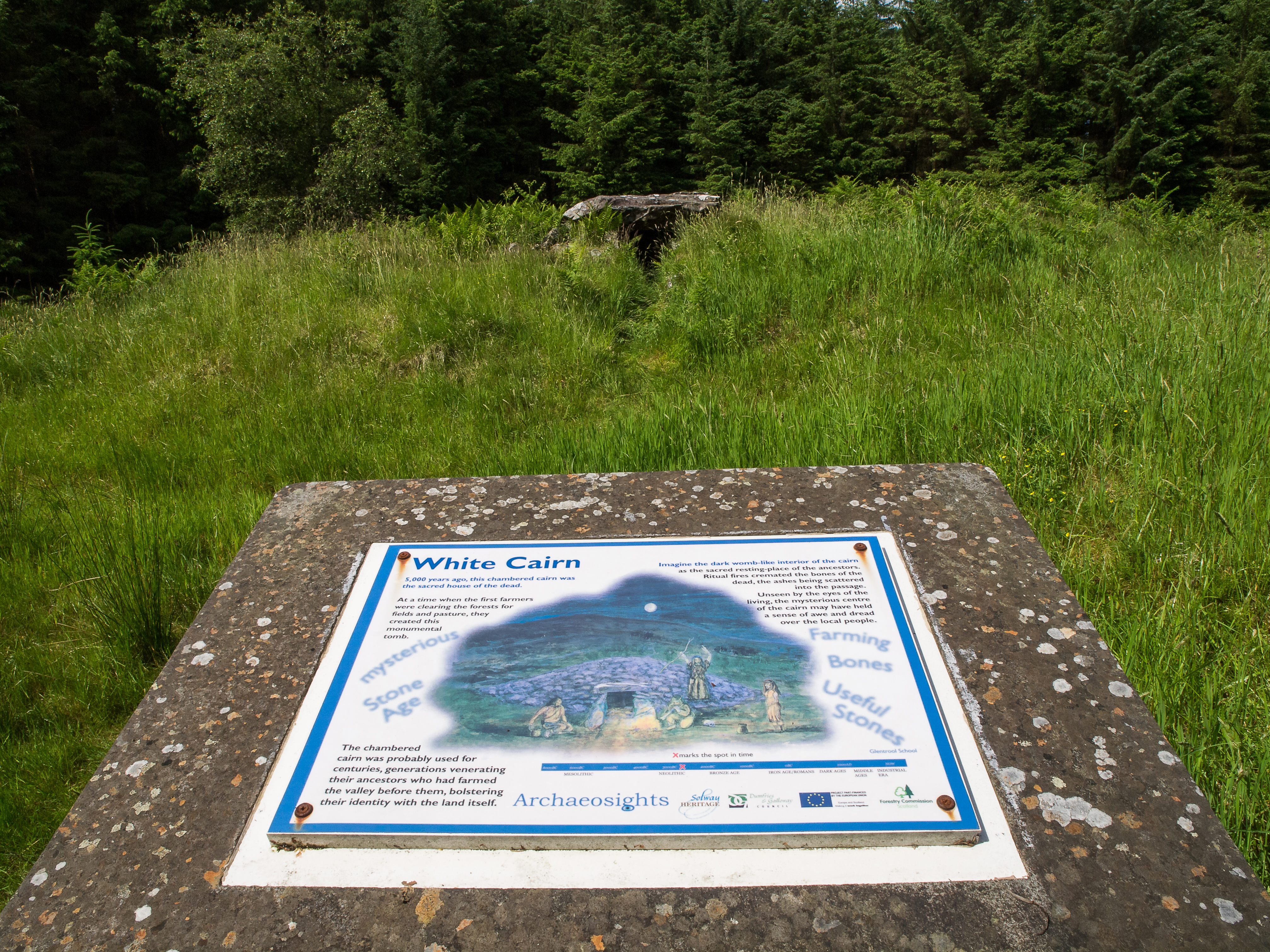
White Cairn

Der White Cairn (auch Glentrool School genannt) ist eine stark gestörte Megalithanlage des Typs Bargrennan Tomb, die von Stuart Piggott (1910–1996) und T. G. E. Powell (1916–1975) im Jahre 1949 ausgegraben wurde. Die Anlage liegt in Minngaff, in Dumfries and Galloway in Schottland. Es ist eines von vielen Denkmälern mit dem Namen White Cairn in dieser Region. Ein anderes befindet sich nur 1,2 km nordwestlich.

## Beschreibung

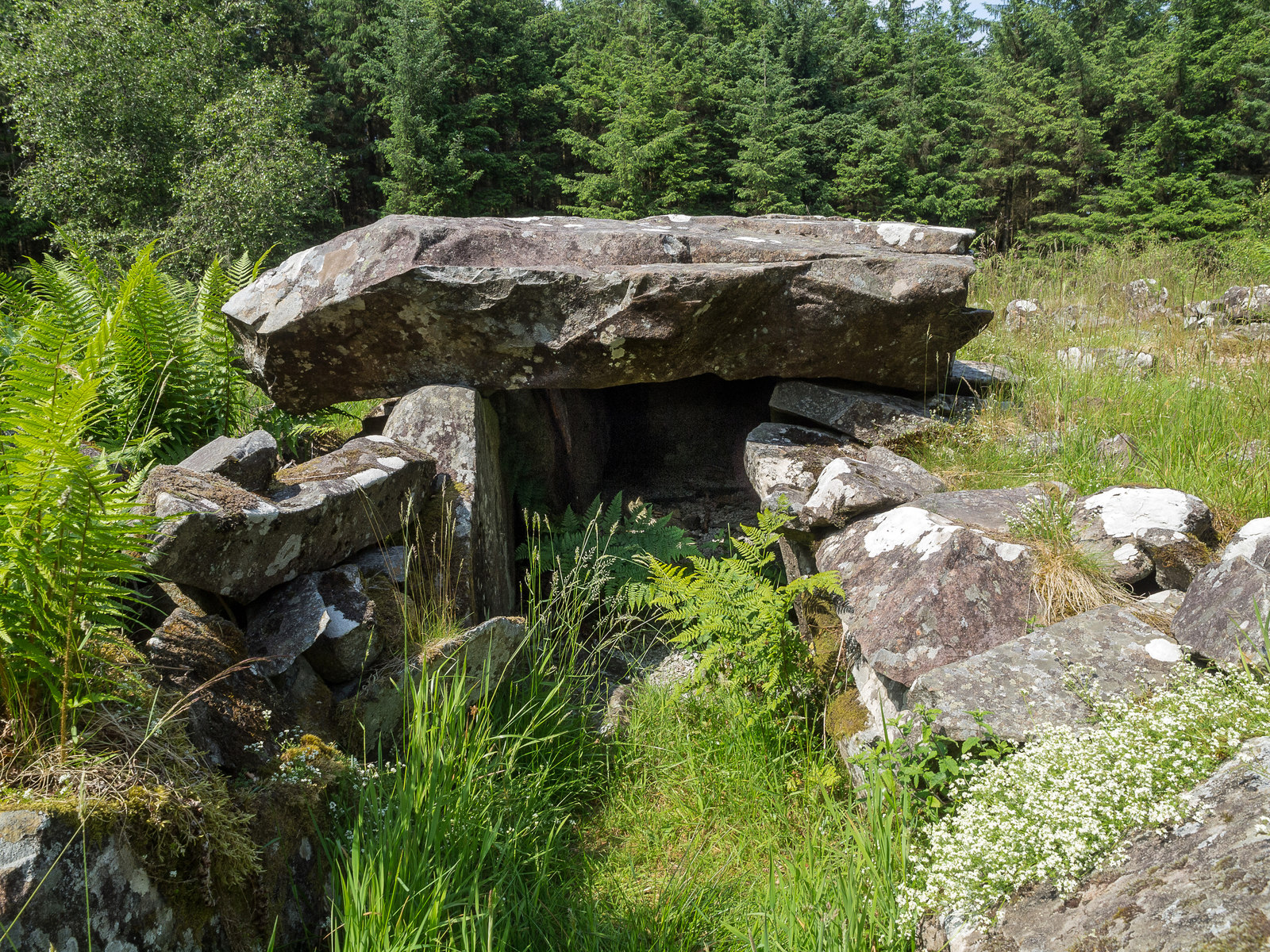
Zugang zur Kammer

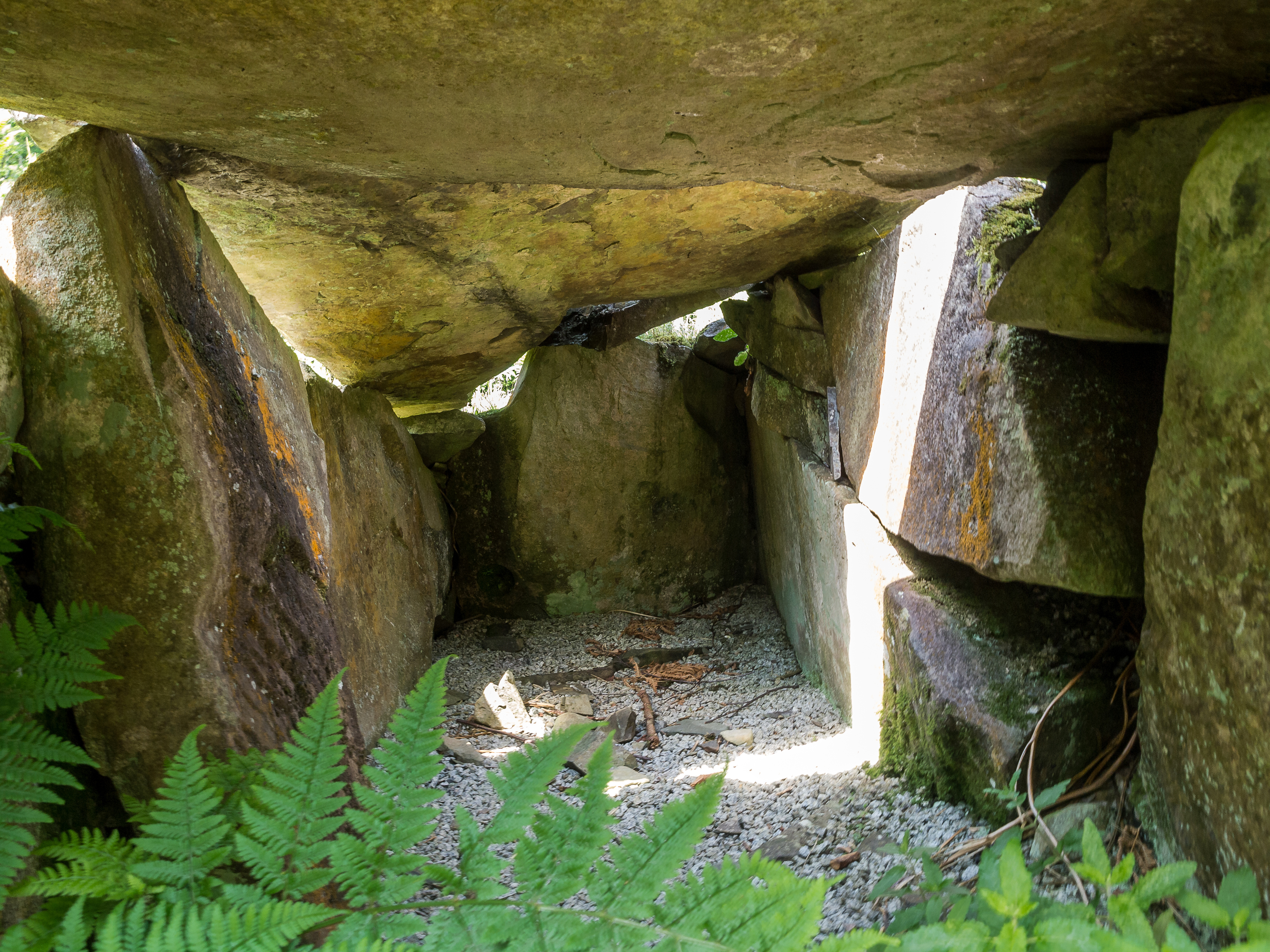
Innenraum der Kammer

Die Ausgrabungen wurden offen gelassen und die großen runden Felsbrocken sind teilweise mit Gras und Adlerfarn überwachsen. Der ovale Cairn misst 17,6 × 15,3 m und ist noch 1,4 hoch. Nahe dem Zentrum sind Strukturen der Kammer und eines gepflasterten Ganges erhalten. Es gibt strukturelle Unterschied zwischen dem sich aufweitenden Gang und der etwa rechteckigen, etwa 2,0 m langen und 1,1 m breiten Kammer. Erhalten sind drei Seitensteine der Kammer, der Deckstein und sechs größere Platten, die zum teilweise mit erhaltenem Plaster angetroffenen Gang gehören. Es gibt Hinweise auf einen Randsteinring. Kratzer, von denen einige auf der südwestlichen Kammer geradlinige Designs bilden, können alt sein. Scherben neolithischer Keramik und Feuerstein befinden sich im National Museum of Antiquities of Scotland.
Der Bau eines steinernen Sockels erforderte 1999 die Ausgrabung einer Fläche von einem Quadratmeter. Dabei wurde unmittelbar unterhalb des Rasens ein blauer Whinstone, von etwa 50 × 60 cm, gefunden. Es ist unklar, ob dies die Oberseite eines natürlichen Aufschlusses ist oder einer gezielt hinterlegten Platte. Vier Marken auf der Oberseite des Steines definieren ein Quadrat von 30 cm Seitenlänge. Im Oberboden wurden auch mehrere kleinere Fragmente blauen Whinstones gefunden.
2004 wurde im Gang im Südbereich des Cairns ein Graben angelegt. Die von Piggott und Powell entdeckten Pflastersteine wurden entfernt, aber darunter wurden keine wesentlichen Funde geborgen. Unter dem Cairn wurden einige spätmesolithische Stücke gefunden. Westlich des Ganges wurde ein Schachtgrab entdeckt, das eine große Urne und eingeäscherte Knochen enthält.